# 시노비모지
시노비모지(일본어: 忍び文字)는 일본의 닌자가 서신의 보안을 위해 사용했던 암호의 일종이다. 한자의 요소를 결합하여 만들어졌으며, 사용법은 닌자의 각 유파나 지역에 따라 각각 차이가 있다고 알려져 있다. 시노비이로하(忍いろは)라고도 한다.

## 문자의 구성
고대 중국의 5행설에 따른 다섯 원소인 나무(木),불(火),물(水),쇠(金),흙(土)를 나타내는 문자에 人과 身의 두 글자를 포함한 일곱 문자를 좌측요소(변)에, 색깔을 나타내는 일곱문자인 色,青,黄,赤,白,黒,紫를 우측요소(방)으로 하고 이들 두 요소가 결합하여 가나 한 글자에 대응(7X7=49)하는 일 음절의 시노비모지가 된다. 문자의 배열순서는 오늘날의 오십음도순이 아닌 이로하순서에 따른다. 표기법도 역사적 표기법에 의거하고 있기 때문에, 오늘날의 일본어에 보이는 탁점, 반탁점, 촉음등의 표기는 사용되지 않는다.